# Natalija Sergejewna Prosorowa
Natalija Sergejewna Prosorowa (russisch Наталия Сергеевна Прозорова; * 4. Oktober 1922 in Wologda; † 21. November 2006 in Kiew) war eine sowjetisch-ukrainische Rechtswissenschaftlerin und Hochschullehrerin.

## Leben
Prosorowa begann 1940 das Studium am Allrussischen Juristischen Fernstudieninstitut (heute Moskauer Staatliche Juristische Universität). Zu Beginn des Deutsch-Sowjetischen Kriegs ging sie an die Front. Sie kämpfte in der Westfront und der 3. Weißrussischen Front. Sie wurde Chefin einer Radiostation, Sergeant und Mitglied der KPdSU.
Nach dem Krieg setzte Prosorowa das Studium am Moskauer Juristischen Institut des Volkskommissariats für Justiz der RSFSR (heute Moskauer Universität des Innenministeriums Russlands) fort mit Abschluss 1948. Sie blieb dort als Aspirantin und lehrte dann ab 1951. 1952 verteidigte sie mit Erfolg ihre Dissertation über die politischen Ansichten Pawel Iwanowitsch Pestels für die Promotion zur Kandidatin der juristischen Wissenschaften. Nach dem Anschluss des Instituts an die Juristische Fakultät der Lomonossow-Universität Moskau wurde sie dort Dozentin.
Ab 1961 arbeitete Prosorowa in Kiew. Sie war zunächst Dozentin an der Kiewer Hochschule des Innenministeriums der UdSSR, dann Dozentin und Leiterin des Lehrstuhls für Rechtstheorie der Juristischen Fakultät der Universität Kiew und schließlich Professorin des dortigen Lehrstuhls für Rechtstheorie und Rechtsgeschichte. 1985 verteidigte sie mit Erfolg ihre Doktor-Dissertation über marxistische Rechtstheorie und die Erste Internationale für die Promotion zur Doktorin der juristischen Wissenschaften.
1991 wurde Prosorowa Professorin der Juristischen Fakultät der 1991 gegründeten International Solomon University in Kiew, des Instituts für Ökonomie, Verwaltung und Wirtschaftsrecht, der Nationalen Pädagogischen Universität M. P. Drahomanow und auch des Lehrstuhles für Staatsrecht und Rechtsgeschichte der Nationalen Universität Saporischschja.

## Ehrungen, Preise
- Tapferkeitsmedaille (1944, 1945)[6]
- Orden des Roten Sterns (1945)[6]
- Ruhmesorden III. Klasse (1945)[6]
- Medaille „Sieg über Deutschland“
- Medaille „Zum 800jährigen Jubiläum Moskaus“
- Medaille „Zum 250-jährigen Jubiläum Leningrads“
- Jubiläumsmedaille „Zum Gedenken an den 100. Geburtstag von Wladimir Iljitsch Lenin“
- Medaille „Veteran der Arbeit“
- Orden des Vaterländischen Krieges II. Klasse (1985)[6]
- Tapferkeitsorden der Ukraine III. Klasse (1999)